# Bondoc (film)
Bondoc este un film românesc din 2015 regizat de Mihai Mincan, Cristian Delcea, Mihai Voinea. Rolurile principale au fost interpretate de actorii Dan Vladimir Bondoc.

## Distribuție
Distribuția filmului este alcătuită din:
- Dan Bondoc